# 미노와바시 정류장
미노와바시 정류장(三ノ輪橋停留場)은 일본 도쿄도 아라카와구 미나미센주 잇초메에 있는 도쿄 도 교통국 도덴 아라카와 선의 시발 정류장이다.